# Заміж у Новий рік
Заміж у Новий рік (рос. Замуж в Новый год) — українська лірична комедія 2016 року.

## Зміст
Напередодні Нового року невдаха Люська (Алла Юганова) знаходить на автобусній зупинці замерзаючого старого «бомжа» (Олександр Данильченко). Після безуспішних спроб здати його в лікарню або поліцію жаліслива Люська притягує «бомжа» до себе додому.
Очунявши, старий бомж заявляє, що він Дід Мороз, який випав із саней. Зараз йому залишається тільки чекати, коли його внучка Снігуронька почне його шукати. Зрозуміло, Люся сприймає цю заяву як маячню. Однак за дивним збігом обставин саме з появою в житті Люсі цього Діда Мороза починають відбуватися новорічні дива.

## У ролях
| Актор                 | Роль                          |
| --------------------- | ----------------------------- |
| Алла Юганова          | Люся                          |
| Артем Ткаченко        | Олексій Молчанов              |
| Олександр Данильченко | Дід Мороз                     |
| Лесь Задніпровський   | Станіслав Михайлович Бубліков |
| Ольга Хохлова         | Світлана Павлівна, мати Люсі  |
| Ірина Авдєєнко        | Клара, дочка Бублікова        |
| Костянтин Костишин    | Федір, батько Люсі            |
| Анатолій Зіновенко    | Роман Миколайович, мер        |
| Денис Мартинов        | Семен Евальдович, директор    |
| Тетяна Абраменко      | Ірина Адамовська              |
| Олена Муравйова       | Оля Вострікова, подруга Люсі  |
| Володимир Заєць       | Віталій, помічник Олексія     |
| Ніна Касторф          | Кравцова, травматолог         |
| Володимир Гладкий     | адміністратор готелю          |
| Олександра Кірєєва    | Сніжа                         |